# 에고알데

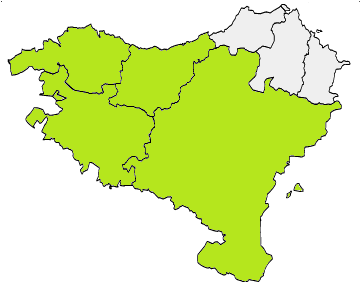
에고알데의 위치

에고알데(바스크어: Hegoaldea, 스페인어: Hegoalde)는 역사적인 지역으로의 바스크 지방의 스페인 영토를 가리키는 데 사용되는 용어이다. 남바스크라고도 불린다.

## 같이 보기
- 바스크